# 11月的腳鍊
《11月的腳鍊》是臺灣女子偶像團體AKB48 Team TP的第7張單曲。同名標題曲由冼迪琦擔任Center（中心成員）。

## 背景
《11月的腳鍊》是AKB48 Team TP在2023年發行的第七張實體單曲，於2023年5月5日公佈單曲名稱與選拔成員。並於2023年6月5日在Hit FM進行首播。
本次主打歌曲《11月的腳鍊》翻唱自AKB48的第50張單曲《11月的腳鏈》。單曲選拔成員為16人編制，與AKB48版本不同。完整版MV於2023年6月13日发布。

## 單曲版本
《11月的腳鍊》实体僅發行一種版本，內含CD、DVD以及選拔組成員隨機成員生寫真一張（共48款），並包含「11月的腳鍊 握手會」握手兌換碼一份。另于Dolfan商城发行虛擬單曲，包含CD收录6首曲目，《11月的腳鍊》MV，PDF格式的歌词以及選拔組成員隨機成員生寫真一張（共41款），並包含「11月的腳鍊 握手會」握手兌換碼一份。

## 收錄曲目
| CD   | CD                               | CD                             | CD       | CD           | CD               |
| 曲序 | 曲目                             |                                | 作曲     | 编曲         | 原曲             |
| ---- | -------------------------------- | ------------------------------ | -------- | ------------ | ---------------- |
| 1.   | 《11月的腳鍊》                   | 秋元康（原詞）／天樂（中文詞） | 丸谷學   | APAZZI       | 《11月的腳鏈》   |
| 2.   | 《夢之路》                       | 秋元康（原詞）／天樂（中文詞） | 外山大輔 | 野中MASA雄一 | 《通往夢想的路》 |
| 3.   | 《Go Now》                       | 王逸嘉、林潔心                 | 林潔心   | jd rome      | 原創曲           |
| 4.   | 《11月的腳鍊》（off vocal ver.） |                                | 丸谷學   | APAZZI       |                  |
| 5.   | 《夢之路》（off vocal ver.）     |                                | 外山大輔 | 野中MASA雄一 |                  |
| 6.   | 《Go Now》（off vocal ver.）     |                                | 林潔心   | jd rome      |                  |

## 選拔成員
成员的所属为单曲发行日的情况。

### 11月的腳鍊
（中心成員：冼迪琦）
- Unit TIC TAC TOE正式生：林倢、林于馨、劉語晴、蔡亞恩
- Unit Peek A Boo正式生：邱品涵、劉曉晴、李佳俐、林亭莉、宮田留佳、潘姿怡、冼迪琦、王逸嘉
- Unit TIC TAC TOE研究生：高云珏、小山美玲、翁彤薫、袁子筑

冼迪琦首次擔任Center。宮田留佳、高云珏、翁彤薫和袁子筑首次參與選拔。林亭莉和王逸嘉自《一秒一秒約好》相隔兩作回歸；上張單曲的選拔成員之中，除了离团的藤井麻由之外，周佳郁、林易沄、董子瑄、李采潔、蔡伊柔、羅瑞婷、周家安和鄭佳郁均未進入本次選拔名單。

### 夢之路
（中心成員：邱品涵）
- Unit TIC TAC TOE正式生：劉語晴、周佳郁、蔡亞恩、林易沄、林倢、蔡伊柔、林于馨、林潔心、羅瑞婷、
- Unit Peek A Boo正式生：潘姿怡、冼迪琦、邱品涵、劉曉晴、李佳俐、王逸嘉、李孟純、國興瑀、張羽翎、董子瑄、李采潔、鄭佳郁
- Unit TIC TAC TOE研究生：高云珏、張法法、小山美玲
- Unit Peek A Boo研究生：鄭妤葳、高硯晨
- 毕业成员：藤井麻由

此曲翻唱自AKB48第44張單曲《不需要翅膀》中的收錄曲《通往夢想的路》，由在籍的全体1期生（除了當時暫停活動的賈宜蓁和已離團的柏灵）演唱。歌曲于2020年11月14日的AKB48 Team TP 2020 第一屆運動會初次表演。完整版MV於2023年8月20日發布。

### Go Now
- Unit TIC TAC TOE正式生：劉語晴、周佳郁、蔡亞恩、林易沄、林倢、蔡伊柔、林于馨、林潔心、羅瑞婷
- Unit Peek A Boo正式生：宮田留佳、潘姿怡、冼迪琦、林亭莉、邱品涵、劉曉晴、李佳俐、王逸嘉、李孟純、國興瑀、張羽翎、董子瑄、李采潔、鄭佳郁
- Unit TIC TAC TOE研究生：高云珏、張法法、小山美玲、翁彤薰、吳騏卉、袁子筑、周家安
- Unit Peek A Boo研究生：⁣鄭妤葳、高硯晨、吳婉淩
- 毕业成员：藤井麻由、柏靈、林佳霓

此歌曲為是一首給予前隊長陳詩雅的激勵歌曲，由成員王逸嘉、林潔心作詞，林潔心作曲。完整版MV於2022年8月5日發布。

## 外部連結
- 官方頻道影片（繁體中文）
  - YouTube上的主打曲《11月的腳鍊》完整版MV
  - YouTube上的C/W曲《夢之路》完整版MV
  - YouTube上的C/W曲《Go Now》完整版MV